# Shygirl
Блейн Мюїз (англ. Blane Muise), більш відома під сценічним псевдонімом Shygirl, англійська реперка, діджей, співачка, автор пісень і співголова/засновниця звукозаписного лейбла та колективу NUXXE. Музика Shygirl містить елементи хіп-хаузу, індастріал-хіп-хопу, грайму та постклабу. Вона також була пов'язана з музичною сценою гіперпоп.
Здобула популярність після співпраці з близьким другом Sega Bodega, а також іншими відомими експериментальними поп продюсерами Арка і SOPHIE, привернувши увагу таких артистів, як Ріанна, яка використовувала треки NUXXE для своїх рекламних роликів і модних показів Fenty Beauty. З 2016 року Shygirl випустила сингли та два EP під назвою «Cruel Practice» та «Alias».

## Біографія та кар'єра
Shygirl народилася в Південному Лондоні й виросла поблизу Блекгіта. Вона описувала процес свого дорослішання як «заглиблення у фантазії та постійне читання». Була учнівським директором у середній школі. Вивчала фотографію в Бристольському університеті, повертаючись до Лондона на вихідні на вечірки.
Shygirl випустила перший сингл «Want More», спродюсований Sega Bodega у 2016 році. Це була перша пісня, яка вийшла на лейблі NUXXE, заснованому нею, Sega Bodega та Куку Хлоєю. Вона продовжила працювати з Sega Bodega над своїми синглами «Msry» і «Nvr» у 2017 році, раніше того ж року брала участь у записі його пісні «CC». У 2018 році кинула роботу в модельному агентстві, щоб продовжити свою музичну кар'єру.
У травні 2018 року Shygirl випустила дебютний EP «Cruel Practice» на NUXXE. EP отримав позитивні відгуки від Pitchfork, Crack Magazine та Tiny Mix Tapes.
Співпрацювала з Аркою у пісні «Watch» в альбомі 2020 року KiCk i. Вони раніше працювали разом над піснею «Unconditional», і всі доходи від цього синглу були спрямовані на Black Lives Matter і Inquest UK.
У листопаді 2020 року випустила другий EP під назвою Alias на лейблі Jer Music. Цей EP отримав позитивну увагу від Pitchfork, Vogue та NME. Аудіо та музичне видання MusicNGear назвало Alias одним з найкращих EP 2020 року.
У червні 2021 року Shygirl випустила фільм-перформанс під назвою «Blu». На ньому були виконані пісні з її EP Alias, а також нова пісня під назвою «BDE» за участю британського репера slowthai. Наступного дня вона випустила пісню як сингл.
Пізніше у вересні вона випустила EP-ремікс BDE 3XL. Shygirl і британський продюсер Мура Маса також були представлені в реміксі Леді Гага і BLACK PINK «Sour Candy» в альбомі Леді Гага «Dawn of Chromatica».

## Музичний вплив
Shygirl називає Мераю Кері, Aphex Twin, Мадонну, Б'єрк і Рошин Мерфі серед артистів, як справили найбільший вплив на її творчість.

## Дискографія

### LP
- Nymph (2022)

### EP
- Cruel Practice (2018)
- Alias (2020)
- Alias (Remixed) (2021)